# Wiktoria Melita Koburg
Z domu Wiktoria Melita z Saksonii-Coburga-Gothy (ur. 25 listopada 1876 w Valettcie (Malta), zm. 2 marca 1936 w Amorbach) – członkini brytyjskiej rodziny królewskiej, wnuczka brytyjskiej królowej Wiktorii. W latach 1894–1901 wielka księżna Hesji, później wielka księżna Rosji jako Wiktoria Fiodorowna.

## Młodość
Wiktoria Melita była córką Alfreda, księcia Edynburga, drugiego syna królowej Wiktorii i jej męża księcia Alberta. Jej matką była wielka księżna Rosji Maria Aleksandrowna, córka cara Aleksandra II i carycy Marii Aleksandrownej. Po babce otrzymała pierwsze imię, drugie zaś, Melita, nadano jej na pamiątkę jej urodzin na Malcie, gdzie Alfred stacjonował w związku ze swą służbą w marynarce wojennej. Jako członkini rodziny królewskiej przysługiwał jej tytuł Jej Królewska Wysokość Wiktoria, księżniczka Edynburga. Najbliższa rodzina nazywana ją Ducky (Kaczuszką). Była trzecim dzieckiem i dziesiąta w kolejce do brytyjskiego tronu. Jej siostrami były: Maria, królowa Rumunii, Aleksandra, księżna Hohenlohe-Langenburg oraz Beatrycze, księżna Hiszpanii. Najstarszy z rodzeństwa książę Alfred zmarł w 1899, gdy miała 23 lata.
Pierwsze lata spędziła na Malcie, skąd rodzina przybyła do Anglii, gdzie zamieszkała w Eastwell Park, w hrabstwie Kent oraz w rezydencji londyńskiej Clarence House. W 1886 ponownie zamieszkali na Malcie, w pałacu San Anton. W 1889 przeprowadziła się wraz z rodziną do Coburg, w Niemczech. W 1891 udała się wraz z matką do Rosji, na pogrzeb, wielkiej księżnej Aleksandry Romanowej, żony brata matki Pawła Romanowa. Podczas tej podróży poznała swojego kuzyna, wielkiego księcia Rosji Cyryla Romanowa, w którym zakochała się. Mimo odwzajemnionego uczucia, nie mogli się pobrać ze względu na prawosławne wyznanie Cyryla, które zabraniało związków między kuzynami w pierwszej linii.

## Pierwsze małżeństwo
4 kwietnia 1894, zgodnie z życzeniem babki, królowej Wiktorii, poślubiła kuzyna w pierwszej linii Ernesta Ludwika, wielkiego księcia Hesji. Mieli dwójkę dzieci, córkę Elżbietę urodzoną w 1895, oraz syna, który urodził się martwy w 1901. Nieszczęśliwe małżeństwo zakończyło się 21 grudnia 1901 rozwodem na podstawie „stałej wzajemnej antypatii” na mocy specjalnego wyroku Sądu Najwyższego Hesji. Rozwód wywołał skandal w rodzinie królewskiej w całej Europie i Rosji. Po rozwodzie Wiktoria Melita mieszkała z matką w Coburgu i na Riwierze Francuskiej. Opiekę nad córką sprawowała wspólnie z Ernestem: Elżbieta przebywała po pół roku u każdego z rodziców, ale bardziej związana z ojcem, obwiniała matkę o rozwód. Jesienią 1903 książę Ernest zabrał Elżbietę do Skierniewic, aby spędzić kilka tygodni z siostrą Wiktorią Alicją, która - jako Aleksandra Fiodorowna - była żoną cara Mikołaja II. Tam dziewczynka zachorowała na tyfus i zmarła w wieku ośmiu lat.

## Drugie małżeństwo

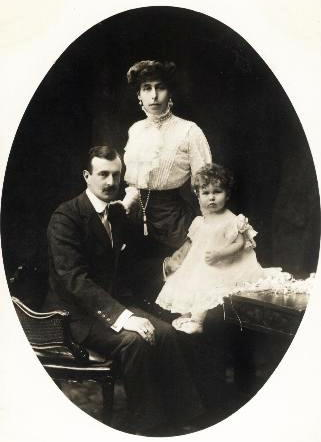
Wiktoria Melita z drugim mężem Cyrylem Romanowem i córką Marią

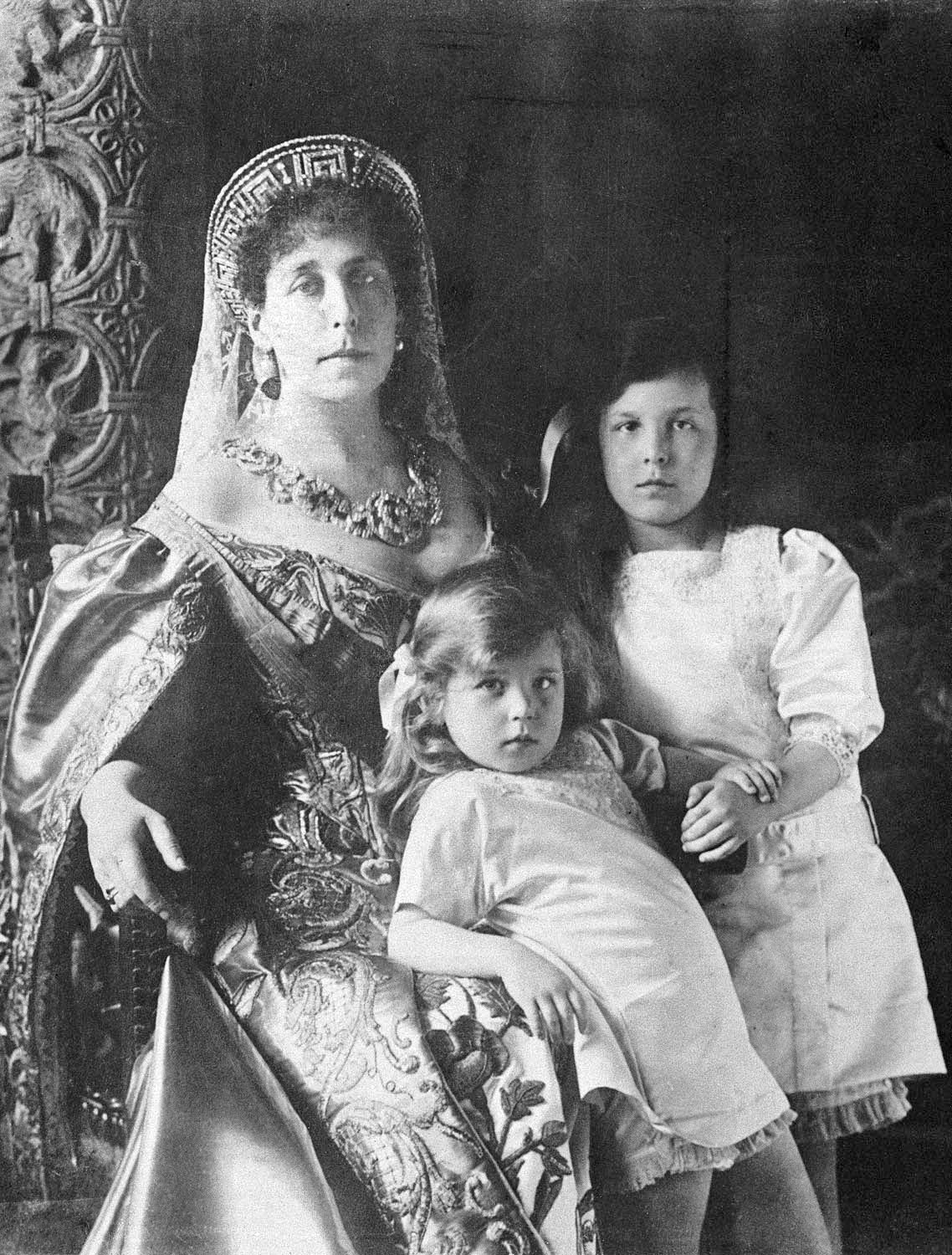
Wiktoria Melita z córkami: Marią i Kirą, 1913

Wbrew woli rodzin obu stron, oraz bez formalnej zgody króla Edwarda VII, 8 października 1905 poślubiła w Tegernsee Cyryla. W skromnej ceremonii z rodziny uczestniczyły tylko jej matka i siostra Beatrycze. Car Mikołaj II wydalił Cyryla z marynarki rosyjskiej i zabronił parze wstępu do Rosji. Wiktoria Melita udała się z mężem do Paryża, gdzie kupili dom przy Champs-Élysées. We Francji urodziła dwie córki Marię (1907–1951) i Kirę (1909–1967).

## Pobyt w Rosji
W 1907 zdecydowała się zmienić wyznanie na prawosławie, co było kolejnym wstrząsem dla jej rodziny. W 1909 car zgodził się na ich wizytę w Rosji, a w 1910 przenieśli się do Sankt Petersburga na stałe. Car przywrócił Cyrylowi odebrane zaszczyty i nadał jego żonie tytuł: wielka księżna Wiktoria Fiodorowna. Para prowadziła aktywne życie towarzyskie, mimo że Wiktoria nigdy nie nauczyła się dobrze mówić po rosyjsku i posługiwała się głównie francuskim. Często podróżowali: odwiedzała siostrę Marię w Rumunii, matkę w jej posiadłości na południu Francji i w Coburg. Wiktoria i Cyryl mieli bliskie relacje z córkami, w 1914 cała rodzina spędziła wakacje na jachcie w Zatoce Fińskiej.
Podczas I wojny światowej Wiktoria Melita pracowała w Czerwonym Krzyżu jako pielęgniarka. Często odwiedzała front niedaleko Warszawy, gdzie stacjonował jej mąż. W lutym 1917 wróciła do Sankt Petersburga, gdzie Cyryl dowodził marynarką.

## Na emigracji
Po rewolucji lutowej i abdykacji cara postanowili udać się do Finlandii. Zamieszkali w Porvoo, oddalonym o ok. 50 km od Helsinek, gdzie urodziła syna Włodzimierza (1917-1992). W 1919 udali się do Niemiec, gdzie w Monachium Wiktoria spotkała się z rodziną i we wrześniu 1919 razem z matką wyjechali do Zurychu. Po śmierci matki odziedziczyła posiadłość Chateau Fabron w Nicei i Edinburgh-Palais w Coburgu. Przez następne lata Wiktora dzieliła czas między obie te posiadłości.
31 sierpnia 1924 Cyryl oficjalnie ogłosił się następnym carem Rosji, ale mało kto uznał go za prawowitego władcę nieistniejącego już państwa, a Ducky za carycę. W tym samym roku Wiktora odbyła podróż do Stanów Zjednoczonych, aby zabiegać o poparcie dla przywrócenia monarchii w Rosji. Pod koniec lat 20. XX w. kupili posiadłość w Saint-Briac, która stała się miejscem spotkań rosyjskiej emigracji we Francji i symbolem monarchii na wygnaniu. W lecie Cyryl grał w golfa, uczestniczyli w piknikach i wycieczkach. Byli częścią życia społecznego społeczności, wychodzili grać w brydża i organizowali przedstawienia teatralne. Zimą odwiedzali Dinard i zapraszali przyjaciół do domu na imprezy i zabawy. W 1933 odkryła, że mąż, któremu poświęciła całe życie, zdradza ją. Wiadomość ta zdruzgotała Wiktorię, która na kilka tygodni wyjechała do siostry do Rumunii. Po powrocie zachowywała pozory ze względu na nastoletniego syna Włodzimierza, jednak nie była w stanie wybaczyć zdrady Cyrylowi. W 1935 wyjechała do swej starszej córki, mieszkającej z mężem w Bawarii, tam doznała udaru i zmarła 1 marca 1936. Została pochowana w mauzoleum rodziny książęcej na cmentarzu Friedhof am Glockenberg w Coburgu. 7 marca 1995 szczątki jej i Cyryla zostały przeniesione do mauzoleum wielkich książąt Rosji w Twierdzy Pietropawłowskiej.